# 新经济机制
新经济机制（匈牙利语：Új gazdasági mechanizmus）是匈牙利人民共和国于1968年发起的一项重大经济改革。1972年至1978年间，它因东欧集团政治的政治压力而被削弱。在随后的十年中，新经济机制的原则继续影响着匈牙利经济，即使不再强调“新经济机制”名称，直到1989年革命。
由于新经济机制，匈牙利在1980年代的市场机制与中央计划的比例高于任何其他东欧集团经济体。 由于它需要意识形态的混合，这个比例在一定程度上是不同的，在苏联领域实现政治上具有挑战性。土豆烧牛肉共产主义这个名字被开玩笑地，但很明显地应用于这种混合物。在新经济机制原则的影响下，匈牙利经济被广泛认为优于其他东方集团经济体，使匈牙利成为军营共产主义中“最幸福的军营”。 由于那里的经济和文化环境，许多苏联和东欧人喜欢去匈牙利执行工作任务或度假。

## 改革
1956-1968年是东欧改革时期之一。这些转变的开始以1956年的匈牙利革命为标志，这场革命导致亚诺什·卡达尔被任命为匈牙利人民共和国的共产党领导人，并成立了匈牙利社会主义工人党 (HSWP)。 在他统治的头十年里，卡达尔的目标是建立一个团结的匈牙利，他在1961年12月宣布“那些不反对我们的人与我们同在”。 实现社会稳定后，卡达尔将注意力转向经济改善。
1966年5月7日，匈牙利社会主义工人党中央委员会宣布了卡达尔的经济改革计划，即新经济机制。这项改革被认为是任何经互会国家“战后最激进的变革”。该计划于1968年1月1日正式生效，作出权力下放的重大转变，旨在克服中央计划的低效问题。 新经济机制代表了从苏联经济体系的强制性计划指标转向支持将利润作为企业主要目标的政策的转变。新的经济政策是“经济体制的全面改革”，在企业之间建立市场关系，利用价格作为配置函数，企业响应价格以实现利润最大化，并利用利润来预算新的投资。